# مايومي يوشيدا
مايومي يوشيدا (باليابانية: 吉田 真弓) مواليد 26 أغسطس 1982، هي مؤدية أصوات يابانية.

## الأعمال

### أنمي
- الخيميائي الفولاذي
- ساموراي تشامبلو
- بلاك كات

## روابط خارجية
- مايومي يوشيدا على موقع IMDb (الإنجليزية)
- مايومي يوشيدا على موقع IMDb (الإنجليزية)
- مايومي يوشيدا على موقع ميوزك برينز (الإنجليزية)
- مايومي يوشيدا على موقع قاعدة بيانات الفيلم (الإنجليزية)
- مايومي يوشيدا على موقع ANN person (الإنجليزية)